# Mereruka

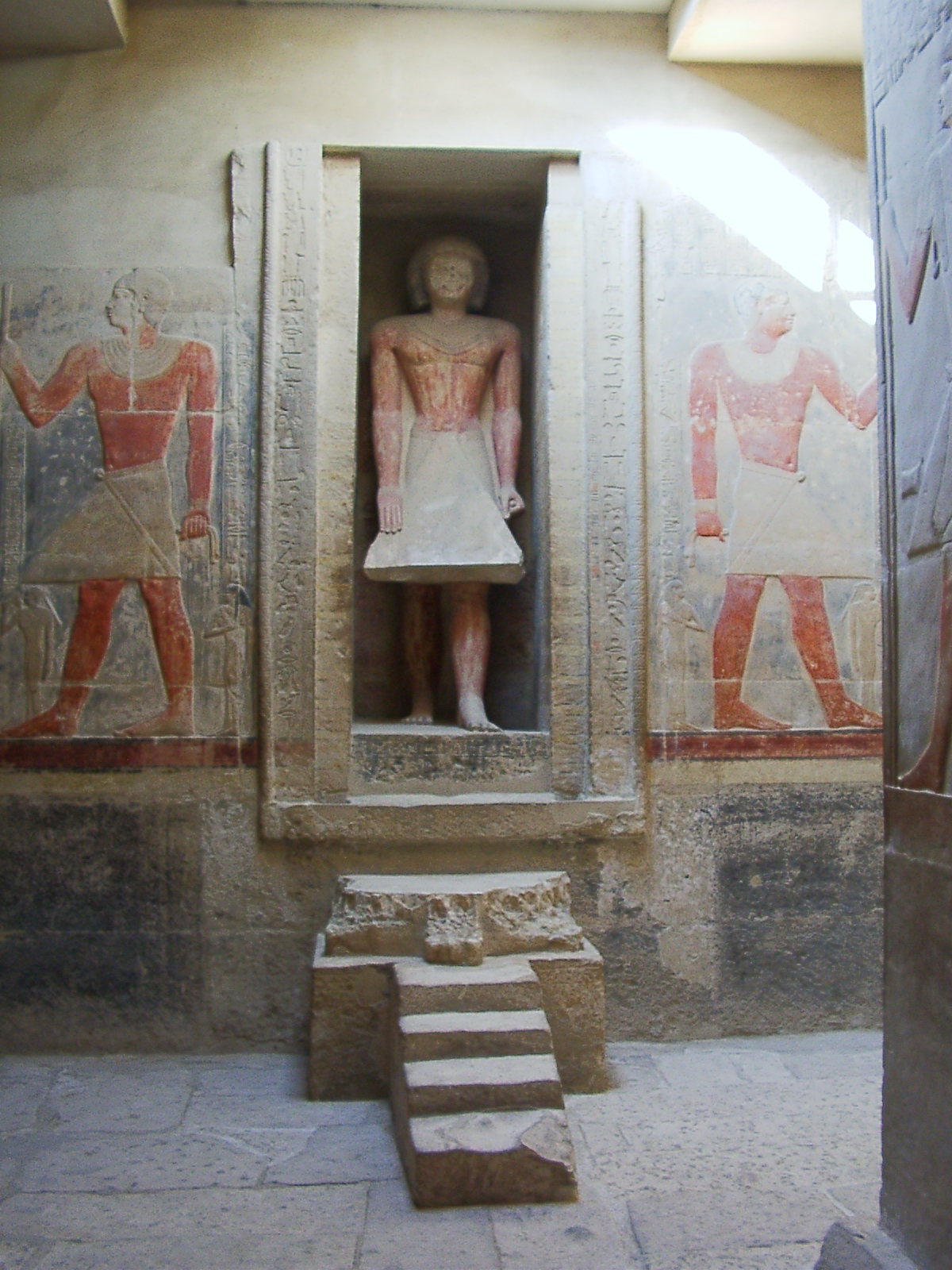
Mereruka álajtaja és szobra

Mereruka (mrr.wỉ k3=ỉ) ókori egyiptomi vezír volt a VI. dinasztia idején, Teti uralkodása alatt. Főként díszes sírjáról ismert, mely a szakkarai nem királyi sírok közül a legnagyobb és legszebb.

## Neve és címei
Mereruka nevének jelentése: „a kám [lelkem] szeret engem”. Becenevén, Meriként is említik. Vezíri címe mellett viselte „a kincstár elöljárója”, a „Teti piramisa papjainak felügyelője”, „a palota kormányzója”, a „fő felolvasópap”, „a királyi dokumentumok írnokainak felügyelője” és „a király minden munkálatainak felügyelője” címeket is. Utóbbi azt jelentette, hogy a királyi piramis építésze volt. Egyik címe arra utal, hogy orvosként is tevékenykedett.

## Családja
Családjáról keveset tudni. Anyját Nedzsetemopetnek hívták, egy Ihi nevű fivére ismert, akit ábrázolnak sírjában. Teti egyik lányát, Watethethórt (becenevén Szesszeset) vette feleségül, öt vagy hat fiuk és egy lányuk született. Egyik fiuk, Meriteti, aki tiszteletbeli címlént viselte „a király legidősebb fia” címet, bár csak unokája volt az uralkodónak, követte apját a vezíri hivatalban, és kibővíttette szülei sírját, hogy ő is ide temetkezzen. Mereruka többi fia Hentu, Henti, Memi és Ihiemszaf volt, lánya, […]ibnub neve töredékesen maradt fenn; mindannyiukat ábrázolják szüleik sírjában.

## Sírja

A sír alaprajza. Mereruka kamrái A, Szesszeseté B, Meriteti később hozzáépített kamrái C betűvel jelölve.

Mereruka masztabasírja (LS10) Teti piramisa közelében áll; a legnagyobb és legszebben kialakított sír a szakkarai nem királyi sírok közül. Összesen 33 helyiségből áll. Mereruka feleségét, Szesszeset hercegnőt és fiukat, Meriteti vezírt is a sírba temették. A helyiségek közül 21 Mererukáé, öt a feleségéé („B” kamrák), ötöt pedig később építettek hozzá Meriteti számára („C” kamrák). A masztaba külső mérete kelet-nyugati irányban 23 méter, észak-déli irányban eredetileg 30 méter, amit 41-re bővítettek a Meriteti által hozzáépített helyiségek. Magassága 4,5 méter, belső magassága kicsivel több mint 4 méter.
A sír díszítése élénk színekkel festett, jó állapotban fennmaradt, sok helyen domborműves jelenetekből áll. A bejáratnál látható jeleneteken Mereruka táblás játékot játszik, az első három kamra bútorkészítéssel, vadászattal és aranyművességgel kapcsolatos jeleneteket ábrázol. A központi helyiségben, ahová a masztaba álajtaja nyílik, megtalálták Mereruka érintetlen szobrát. Egy vadászjeleneten Egyiptom mocsárvilágát ábrázolják: öt férfi papiruszcsónakon halad a Nílus zöldellő partjai mentén, a nádasban bíbic védi fiókáit a mongúztól, a folyó vizében egy víziló krokodilt támad meg, míg mögötte egy másik krokodil egy újszülött vízilovat készül felfalni. Más jeleneteken szobrászok és kőváza-készítőket ábrázolnak munka közben, Mereruka és felesége pedig egy ékszerészműhelyt tekint meg, ahol kisnövésű emberek is dolgoznak. A sírbejárattól balra a hercegnő helyiségei nyílnak. Szesszeset az ábrázolásokon a király leányához méltó áldozatokat fogadja, köztük szépen faragott bútorokat. Az egyik jelenetben táncosnőket néz, egy másikban három kutyájával és háziállatként tartott kismajmával ábrázolják. Egy harmadik jeleneten hárfán játszik férjének. A sír nagy része díszített; a díszítetlen helyiségeket raktárként használhatták.
A sír sokáig ismeretlen volt, Jacques de Morgan fedezte fel, majd ő tárta fel az Egyiptomi Régészeti Tanács megbízásából 1892-ben, de az eredményeket csak több mint negyven évvel később, 1936-ban publikálta Prentice Duell.

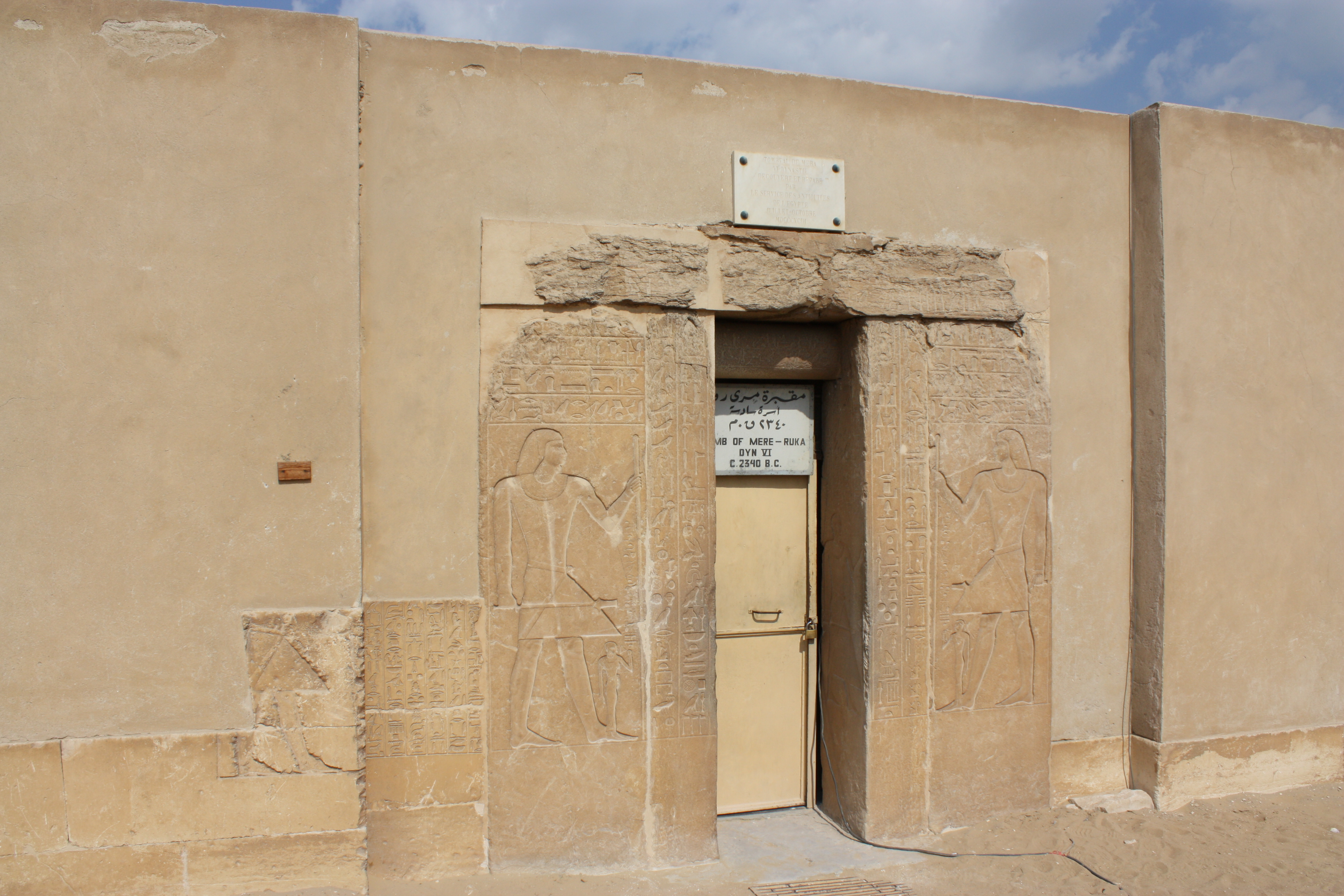
Bejárat
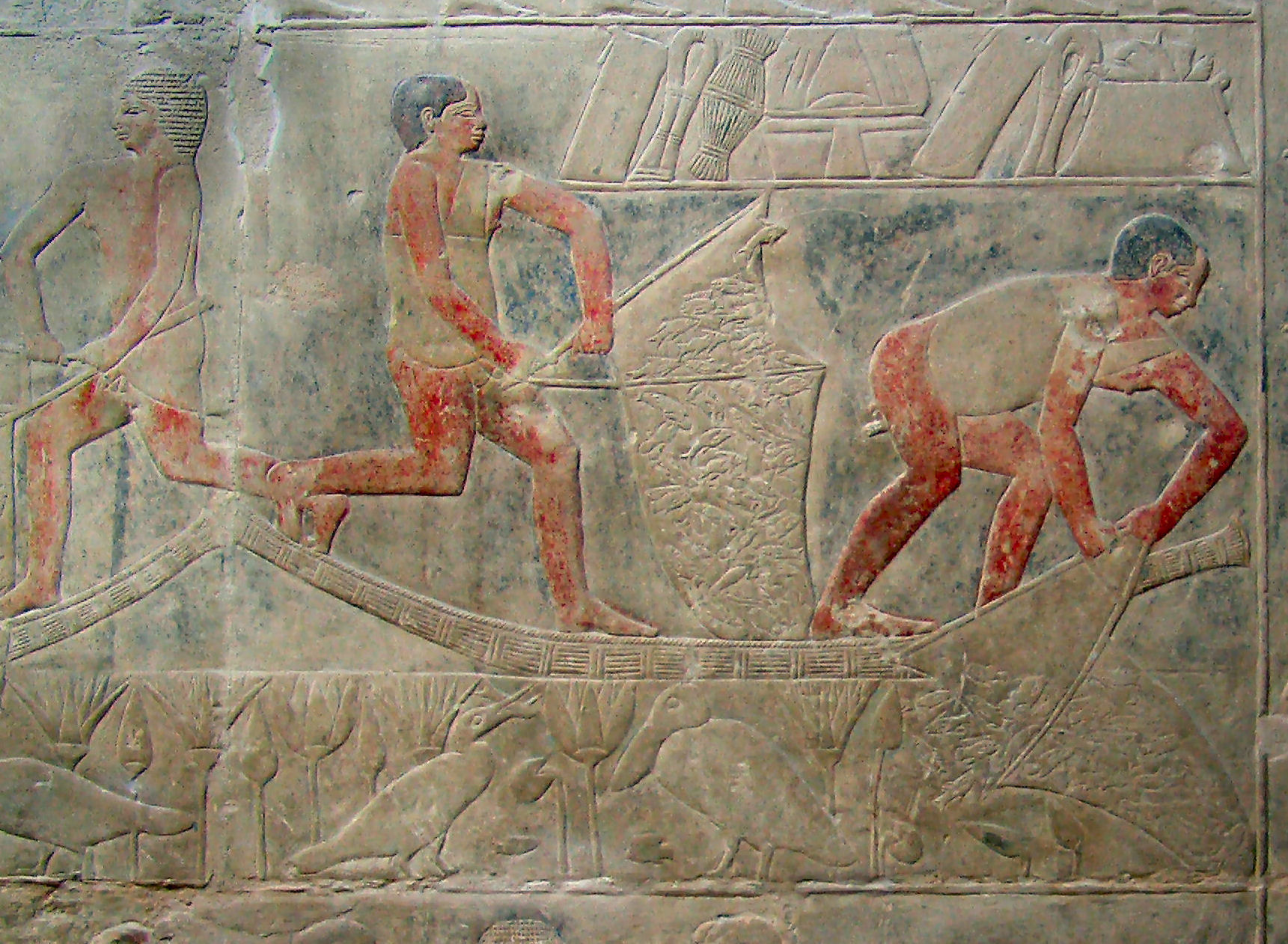
Halászok szedik össze a fogást. Jelenet a sírból
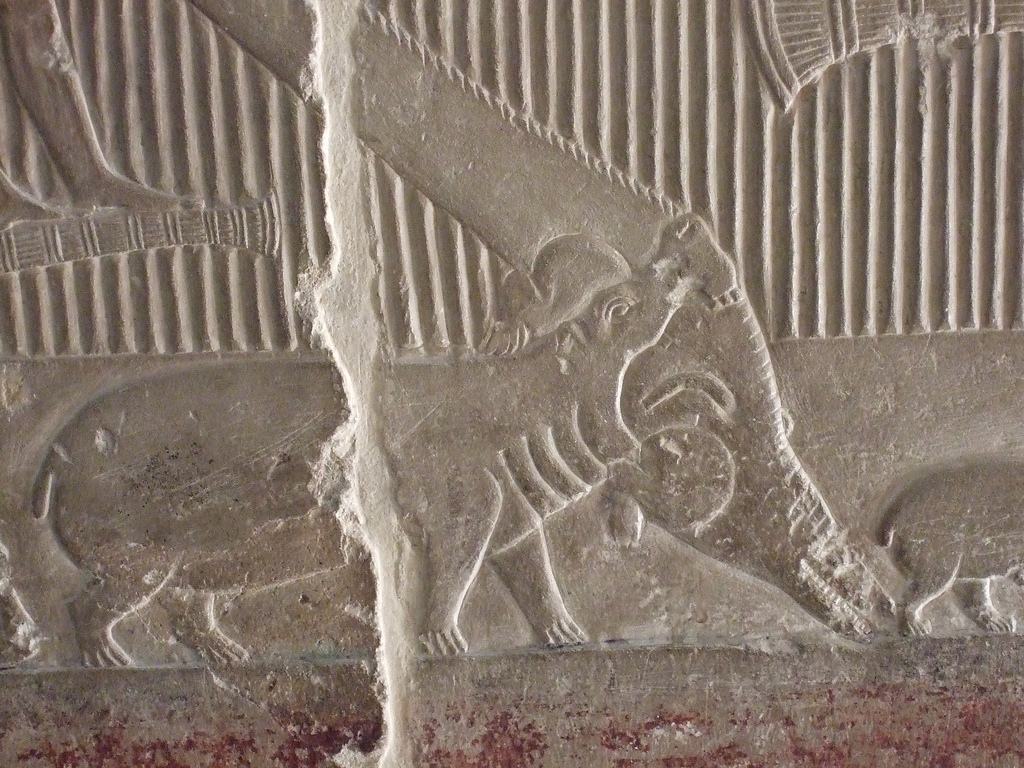
Víziló krokodilt öl. Jelenet a sírból
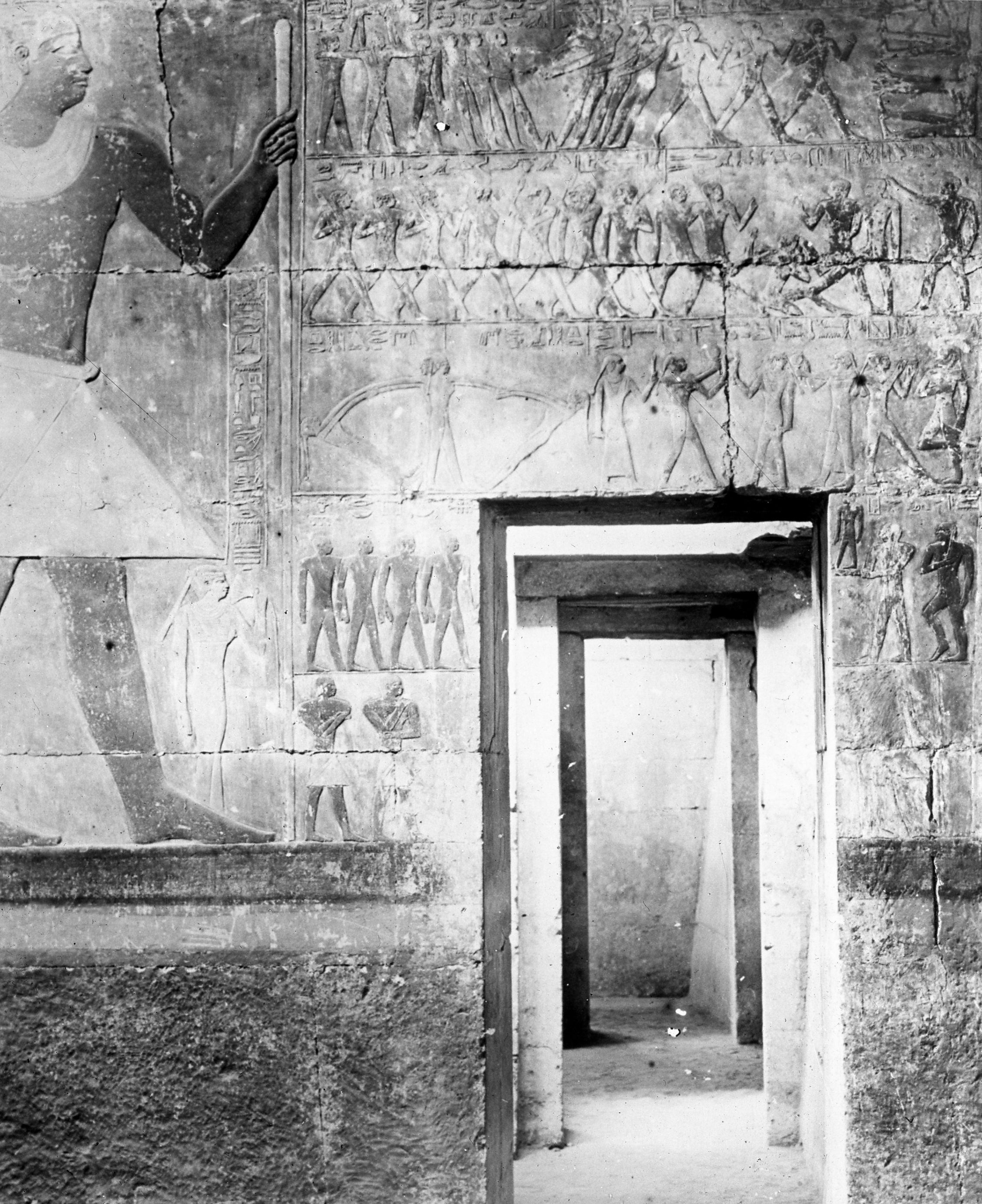
Mereruka sírjának belseje

## A popkultúrában
A sír A12 kamrájában látható egyik jelenet – melyen öt férfi szőlőt présel – stilizált reprodukciója egy, az olaszországi Algheróban található borászat, a Sella&Mosca logója.

## Fordítás
- Ez a szócikk részben vagy egészben  a   Mereruka című angol Wikipédia-szócikk ezen változatának fordításán alapul.  Az eredeti cikk szerkesztőit annak laptörténete sorolja fel. Ez a jelzés csupán a megfogalmazás eredetét és a szerzői jogokat jelzi, nem szolgál a cikkben szereplő információk forrásmegjelöléseként.

## Külső hivatkozások
- Mereruka az Osirisneten Archiválva 2019. január 30-i dátummal a Wayback Machine-ben